# Pró-Vida (instituição)
A Pró-Vida, Integração Cósmica (ou simplesmente Pró-Vida), instituição idealizada e fundada em 1978 pelo médico cirurgião e filósofo Celso Charuri, propõe-se a conduzir interessados ao desenvolvimento do potencial humano, promovendo cursos em que são discutidos e analisados temas dentro das esferas mental, física e espiritual . 

## Atividades e histórico
A Pró-Vida teve sua origem em 1978, na cidade de São Paulo, quando Dr. Celso Charuri criou a Pró-Mente, onde ele próprio ministrava cursos de desenvolvimento e treinamento mental. No ano seguinte, foi criada a Pró-Vida Integração Cósmica e foi fundada a Central Geral do Dízimo, que passou a realizar doações a diversas entidades assistenciais. Atualmente possui núcleos de participantes em diversas cidades no Brasil e no exterior, como Argentina, Bolívia, Chile, Colômbia, Espanha, Itália, México, Paraguai, Portugal e Estados Unidos, além de sete clubes de campo, sendo cinco no Brasil, um na Argentina e um na Bolívia. São mais de 220.000 integrantes em mais de 100 pontos de presença. Apesar da discrição com que conduz suas atividades, muitas vezes a atuação da Pró-Vida se faz notória nas cidades em que está presente.
Sua principal manifestação pública está ligada ao setor de Responsabilidade Social. Através da Central Geral do Dízimo Pró-Vida (conhecida como CGD), uma entidade com fins não econômicos, são realizadas doações a instituições assistenciais como creches, asilos, orfanatos e APAEs, além da construção de escolas profissionalizantes. Mais de 10.000 entidades já foram beneficiadas por suas doações. 
O conteúdo de seus cursos não é divulgado publicamente e seus alunos mantém discrição quanto às suas atividades. Esse segredo imprime à instituição um caráter misterioso que acaba despertando a curiosidade de se conhecer o seu funcionamento interno . Segundo seu fundador, o desenvolvimento do seu potencial confere ao ser humano melhores condições para a realização dos seus objetivos. Através do treinamento mental, seria possível ao homem ampliar sua consciência, atingindo um estado que lhe permitiria uma ação diferenciada no meio em que atua .

## Cursos
Os cursos da Pró-Vida são organizados em nove estágios, sendo que os três primeiros têm duração de uma semana cada, e nesses cursos são discutidos e analisados "temas dentro das esferas mental, física e espiritual".

## Responsabilidade social
Em 1979, o Dr. Celso Charuri propôs a um grupo de amigos a fundação da Central Geral do Dízimo – PRÓ-VIDA como uma das formas mais eficazes para manifestar a responsabilidade social.
A Central Geral do Dízimo Pró-Vida (CGD), entidade com fins não-econômicos, considerada uma instituição beneficente de Utilidade Pública, com reconhecimento nas instâncias municipal, estadual e federal, realiza doações a entidades assistenciais como hospitais, creches, asilos, orfanatos e APAEs. Segundo estatísticas divulgadas pela instituição, mais de 11.000 entidades já foram beneficiadas com veículos, ambulâncias, materiais de construção, equipamentos médico-hospitalares, oficinas e outros itens.
A arrecadação de fundos da Central Geral do Dízimo é realizada através de depósitos bancários facultativos e anônimos. A totalidade dos recursos arrecadados - com exceção de uma taxa anual de funcionamento cobrada pela Prefeitura Municipal de São Paulo - é integralmente doada a instituições beneficentes, o que pode ser conferido nos pareceres das auditorias anuais, realizadas pela Deloitte Touche Tohmatsu, disponíveis para consulta no site da instituição.
Além disso, a CGD mantém convênios com o SENAI e com a Fundação Paula Souza. Através desses convênios, a CGD constrói escolas profissionalizantes e as equipa integralmente - incluindo mobiliário, equipamentos industriais, ferramental, computadores, etc. - e as entrega para aquelas entidades, que passam a gerí-las pedagógica e administrativamente. Até 2018, as 13 escolas profissionalizantes doadas pela CGD somam capacidade instalada de formar 50.870 alunos por ano

Segundo regras publicadas pela instituição, "as entidades atendidas pela Central Geral do Dízimo são previamente analisadas e devem apresentar confiabilidade, reconhecida e efetiva atuação, além de estarem regulamentadas junto aos órgãos competentes". Em função dessa análise, várias entidades beneficentes consideram as doações da Central Geral do Dízimo como verdadeiros atestados de idoneidade.
Em 2020, frente ao período de enfrentamento da COVID-19, a Central Geral do Dízimo realizou importante doação à Irmandade da Santa Casa de Misericórdia de São Paulo, incluindo a reforma de ventiladores pulmonares que permitiram reativar 20 leitos de UTI..

## Publicidade
A forma discreta com que a Pró-Vida conduz suas atividades e seus cursos, nos seus mais de 30 anos de existência, despertou a curiosidade e gerou polêmica em alguns meios. Não se tem registros de pronunciamentos públicos da instituição, que parece ser avessa à publicidade. Sua única manifestação pública é a Central Geral do Dízimo.
Em 1996 a revista feminina Marie Claire destacou uma jornalista para participar de um curso da Pró-Vida e relatar sua experiência em uma reportagem. Na reportagem em questão foram levantadas algumas questões que tem servido como material de referência para críticos da instituição.
A jornalista alega que após a conclusão dos três cursos fundamentais, para ter acesso aos cursos mais avançados, é necessário se submeter a uma fase de avaliação. A reportagem relata casos de alunos que ficam anos neste processo sem ser aprovados para os estágios seguintes.
Ainda segundo a reportagem, o Clube de Campo aceita como sócios somente alunos da Pró-Vida e quando alguém que adquiriu um título, e eventualmente um chalé no clube, desliga-se do quadro de alunos da Pró-Vida, essa pessoa é convidada a se retirar do quadro de sócios e o valor ressarcido é inferior ao originalmente pago.